# Liste de films français sortis en 2012
Listes de films français
- 2008
- 2009
- 2010
- 2011
- 2012
- 2013
- 2014
- 2015
- 2016

Liste non exhaustive de films français sortis en 2012.

## 2012
| Titre                                        | Réalisateur                                   | Acteurs                                             | Genre              | Remarque |
| -------------------------------------------- | --------------------------------------------- | --------------------------------------------------- | ------------------ | -------- |
| Dix jours en or                              | Nicolas Brossette                             | Franck Dubosc, Claude Rich                          | Comédie dramatique |          |
| Amour                                        | Michael Haneke                                | Jean-Louis Trintignant, Emmanuelle Riva             |                    |          |
| Holy Motors                                  | Leos Carax                                    | Denis Lavant                                        |                    |          |
| De rouille et d'os                           | Jacques Audiard                               | Marion Cotillard                                    | Drame              |          |
| Louise Wimmer                                | Cyril Mennegun                                | Corinne Masiero, Jérôme Kircher                     |                    |          |
| La Nuit d'en face                            | Raoul Ruiz                                    | Christian Vadim, Sergio Hernández                   |                    |          |
| Adieu Berthe, l'enterrement de mémé          | Bruno Podalydès                               | Valérie Lemercier, Denis Podalydès                  |                    |          |
| Augustine                                    | Alice Winocour                                | Vincent Lindon                                      |                    |          |
| Sur la piste du Marsupilami                  | Alain Chabat                                  | Jamel Debbouze, Alain Chabat                        | Aventures          |          |
| Après Mai                                    | Olivier Assayas                               | Clément Métayer, Lola Créton                        |                    |          |
| Populaire                                    | Régis Roinsard                                | Romain Duris, Déborah François                      |                    |          |
| Después de Lucía                             | Michel Franco                                 | Tessa Ia                                            |                    |          |
| Cloclo                                       | Florent Emilio-Siri                           | Jérémie Renier, Benoît Magimel                      |                    |          |
| Radiostars                                   | Romain Levy                                   | Manu Payet, Clovis Cornillac                        |                    |          |
| Taken 2                                      | Olivier Megaton                               | Liam Neeson                                         |                    |          |
| Astérix et Obélix : Au service de Sa Majesté | Laurent Tirard                                | Édouard Baer, Gérard Depardieu, Guillaume Gallienne |                    |          |
| Le Prénom                                    | Alexandre de La Patellière Matthieu Delaporte | Patrick Bruel, Valérie Benguigui                    | Comédie            |          |
| Un bonheur n'arrive jamais seul              | James Huth                                    | Gad Elmaleh, Sophie Marceau                         | Comédie            |          |
| Mince alors !                                | Charlotte de Turckheim                        | Victoria Abril                                      | Comédie            |          |
| Dans la maison                               | François Ozon                                 | Fabrice Luchini, Ernst Umhauer                      | Thriller           |          |
| Les Saveurs du palais                        | Christian Vincent                             | Catherine Frot                                      | Comédie            |          |
| Bienvenue parmi nous                         | Jean Becker                                   | Patrick Chesnais, Miou-Miou                         |                    |          |
| Les Kaïra                                    | Franck Gastambide                             | Jib Pocthier                                        |                    |          |
| Quelques heures de printemps                 | Stéphane Brizé                                | Vincent Lindon, Hélène Vincent                      | Drame              |          |
| Stars 80                                     | Frédéric Forestier Thomas Langmann            | Richard Anconina, Patrick Timsit                    |                    |          |
| Rengaine                                     | Rachid Djaïdani                               | Slimane Dazi, Stéphane Soo Mongo, Sabrina Hamida    |                    |          |